# Проскурін Віктор Олексійович
Проскурін Віктор Олексійович (8 лютого 1952, Атбасар — 30 червня 2020, Москва) — радянський і російський актор театру та кіно. Заслужений артист РРФСР (1982).

## Біографія
Народився 8 лютого 1952 року в місті Атбасар (нині Акмолинська область Казахстану), де його вагітна мати була у відрядженні з батьком (які супроводжували залізничні вагони і рефрижератори), батько — казах. В Актюбінську батьки оформили документи на дитину і привезли її в Москву, де в бараках московської околиці і пройшло дитинство хлопчика.
У шкільні роки відвідував літературний гурток, потім театральну студію в Будинку піонерів імені Павлика Андрєєва на вулиці Велика Полянка (буд. 45), де його помітила асистентка режисера Кіностудії імені М. Горького, яка запропонувала знятися в кіно. Таким чином він дебютував в кіно ще до вступу в театральний виш, в 1968 році, зігравши роль у фільмі режисера Юрія Побєдоносцева «Орлята Чапая». Зйомки фільму проходили в Криму, тому він на цей час був зарахований на навчання в одну з ялтинських шкіл. 10-й клас закінчив у вечірній школі, тому що середню загальноосвітню залишив (за його словами — він її переріс), працював верстатником в експериментальному цеху на фетровзуттєвій фабриці, дуже добре заробляв.
Після школи здавав іспити у Школу-студію МХАТ (не був прийнятий через невисокий зріст), театральне училище імені Щепкіна, ГІТІС (на іспиті відзначився скандалом з екзаменатором), двічі поступав до
Щукінського училища. На першій появі перед приймальною комісією його запитали: «Молода людина, у вас же немає очей. Що ви будете робити з таким обличчям на сцені?». З другого разу, також недобравши прохідний бал, був прийнятий за додатковим набором. З його слів, написаний ним на вступних іспитах твір потрапив в історію училища як рекордний за кількістю граматичних і стилістичних помилок (64 і 26).
Студентом знявся в телевізійному серіалі «Призначення» з Оленою Корєнєвою і Анатолієм Азо (режисер Володимир Семаков), який виявився невдалим і слабким. Однак, завдяки партнерці, познайомився з її батьком — режисером Олексієм Корєнєвим — і отримав запрошення зніматися у фільмі «Велика перерва» в ролі Генки Ляпішева.
У 1973 році закінчив театральне училище імені Б. Щукіна, був прийнятий в Театр на Таганці, але там не спрацювався в колективі. Того ж року отримав пропозицію від Марка Захарова перейти в Московський театр Ленінського комсомолу, де відразу зіграв роль ката в «Тілі Уленшпігелі». Здобув популярність в московських театральних колах, зігравши в 1977 році роль Сергія Луконіна в спектаклі «Хлопець з нашого міста» за п'єсою К. Симонова. У 1988 році пішов з театру зі скандалом.
З 1988 року став грати в театрі імені М. М. Єрмолової. У штаті театру значився з 1990 по 1994 роки. У серпні 2012 року остаточно покинув театр за власним бажанням, тому що близько 20 років не виходив на сцену.
Став широко відомий масовому теле- і кіноглядачеві після виконання ролей Гени Ляпішева в телефільмі «Велика перерва» і капітана прикордонних військ КДБ СРСР Блінова в кінофільмі «Вийти заміж за капітана». Серед пам'ятних кіноперсонажів Проскуріна — Герман з «Пікової дами», Вожеватов з «Жорстокого романсу» (екранізація «Безприданниці» О. М. Островського), Новиков з «Військово-польового роману», а також І. В. Сталін, якого актор зіграв у фільмі за повістю Б. Пільняка «Повість непогашеного місяця».
В середині 1990-х років потрапив в автоаварію, отримав травму ноги, після якої кілька років ходив із ціпком. У травні 2007 року переніс складну операцію на суглобах кисті руки через стару травму.
Писав вірші, захоплювався ентомологією.
25 травня 2020 року госпіталізований в МКЛ № 15 міста Москви з підозрою на бронхопневмонію. Помер 30 червня 2020 року. Причиною смерті став напад задухи при хронічній обструктивній хворобі легень. Поховають актора 4 липня. Місце прощання і похорону уточнюється. Вдова актора назвала Будинок кіно місцем прощання з Проскуріним.

## Нагороди
- Орден Петра Великого I ступеня — за видатні заслуги і особистий внесок у розвиток вітчизняної культури і мистецтва (2005)
- Золотий орден «Служіння мистецтву» (2008)
- Орден «За внесок в культуру» (2010)

## Фестивалі та премії
- 2001 — РКФ «Література і кіно» (Гатчина): Приз за найкращу чоловічу роль другого плану (фільм «Два товариші» (2000), реж. В. Пендраковський)[1]
- 2018 — II Всеросійський фестиваль патріотичного кіно «Над межею»/рос. «Над гранью» (м. Владимир): Приз за найкращу чоловічу роль (фільм «Апостасія» (2017), реж. О. Мурадов)[2]

## Фільмографія
- «Орлята Чапая» (1968, Вітька, чапаєвець)
- «Білоруський вокзал» (1970, Петька; реж. А. Смирнов)
- «Офіцери» (1971, червоноармієць в вагоні, епізод на станції (немає в титрах)
- «Двоє в дорозі» (1973, Юра)
- «Призначення» (1973, Петя)
- «Велика перерва» (1973, Генка Ляпішев; реж. О. Корєнєв)
- «Остання жертва» (1975, гусар; реж. П. Тодоровський)
- «Незабута пісня» (1975, Петя «Посмішка»)
- «12 стільців» (1976, Коля Калачов (3 серія); реж. М. Захаров)
- «Будьонівка» (1976, дядько Єгор Собакін)
- «Весняний призов» (1976, рядовий Конов)
- «Шкільний вальс» (1977, виконроб)
- «І це все про нього» (1977, Борис Маслов)
- «Літня поїздка до моря» (1978, німецький льотчик)
- «Йшов собака по роялю» (1978, механік на аеродромі)
- «Осінні дзвони» (1978, придворний)
- «Поворот» (1978, Кобозєв, водій; реж. В. Абдрашитов)
- «День повернення» (1979, Віллі)
- «Подорож в інше місто» (1979, Герман Миколайович Рєпін)
- «Час вибрав нас» (1979, Петро Молчанов)
- «Задача з трьома невідомими» (1979, Геннадій Потапов)
- «За даними карного розшуку...» (1979, Валентин Іванович Червяков, механік 1-ї автобази)
- «Два довгих гудки в тумані» (1980, Чекин)
- «Одного разу двадцять років по тому» (1980, Кирило, тато)
- «Вакансія» (1981, Белогубов)
- «Народжені бурею» (1981,  Пшигодський)
- «Тричі про кохання» (1981, Саша, чоловік бібліотекаря Олени Іванівни (роль озвучив — Ігор Єфімов)
- «Будинок, який побудував Свіфт» (1982, Джек Сміт, констебль; реж. М. Захаров)
- «Пікова дама» (1982, Германн; реж. І. Масленников)
- «День народження» (1982, Віталій Тихонович Деревякін)
- «Обіцяю бути!» (1983, Жмуркін)
- «Хабар. З блокнота журналіста В. Цвєткова» (1983, Куров, слідчий)
- «Військово-польовий роман» (1983, Новиков, заступник голови виконкому; реж. П. Тодоровський, Одеська кіностудія)
- «Пригоди Шерлока Холмса і доктора Ватсона: Скарби Агри» (1983, Тадеуш Шолто; Бартолом'ю Шолто)
- «Жорстокий романс» (1984, Василь Данилович Вожеватов, судновласник, молодий успішний комерсант і друг дитинства Лариси; реж. Е. Рязанов)
- «ТАРС уповноважений заявити...» (1984)
- «На мить озирнутися...» (1984. Борис Степанович Житков)
- «Лев Толстой» (1984, син Андрій Львович; реж. С. Герасимов)
- «Дикий вітер» (1985)
- «Вийти заміж за капітана» (1985, капітан прикордонних військ Олександр Петрович Блинов; реж. В. Мельников)
- «Дитячий майданчик» (1987, Карпов)
- «Бич Божий» (1988, Леонід Ляшенко; реж. О. Фіалко, кіностудія ім. О. Довженка)
- «Без мундира» (1988, Шухов)
- «Життя Клима Самгіна» (1988,  Антон Никифорович Тагільський, слідчий)
- «Випадковий вальс» (1989, Віктор Степанович)
- «Остання осінь» (1990, Ігор Дмитрович Корнєєв)
- «Афганський злам» (1991, Симаков, завклубом)
- «Повість непогашеного місяця» (1991, Сталін, в титрах — «Перший»)
- «Божевільні» (1991, Іван Іванович Іванов, фахівець з переворотів)
- «Шкура» (1991, Гриша Храпунков/горила по кличці Ричард)
- «Ескадрон» (1992, лікар; реж. Юліуш Махульський, Бельгія, Польща, Україна, Франція)
- «Відображення в дзеркалі» (1992, Віктор)
- «У попа був собака…» (1993, слідчий Олег Іванович Шевцов)
- «Кар'єра Артуро Уї. Нова версія» (1996, Емануеле Гірі, гангстер)
- «Вбити лицедія» (1997, Гриша Попов, театральний актор)
- «Далекобійники» (2001, т/с, Скворцов)
- «Ой, мороз, мороз!» (2005, начальник колонії)
- «Кінофестиваль, або Портвейн Ейзенштейна» (2006, генерал, начальник 2-го Головного управління КДБ/його дід)
- «Автобус» (2008, т/с, Валерій Петрович)
- «Безсоння» (2013, т/с, Олег, адвокат Івлєвої)
- «Гагарін. Перший в космосі» (2013, Олексій Іванович Гагарін, батько Юрія)
- «А зорі тут тихі» (2015, Макарич)
- «Власик. Тінь Сталіна» (2015, старий Микола Угодник)
- «Шукачка» (2016, т/с, Михайло Сергійович Соколов, полковник спецназу у відставці)
- «Легенда про Коловрата» (2017, священик)
- «Фантом» (2019, т/с, Олег Кульчицький; Росія—Україна, Film.UA)
- «Чорне море» (2020, т/с, Панін, професор)